# Desmond Ferguson
Desmond Ferguson, (nacido el 22 de julio de 1977 en Lansing, Míchigan) es un exjugador de baloncesto estadounidense. Con 2,01 metros de estatura, jugaba en la posición de alero. 

## Trayectoria
[actualizar]